# Slaget vid Balaklava
Slaget vid Balaklava utkämpades den 25 oktober 1854 nära Balaklava, och var ett nyckelslag under Krimkriget som utkämpades i Ryssland åren 1854–1856.  På ena sidan stred Storbritannien, Frankrike samt det Osmanska imperiet mot sin gemensamma fiende Ryssland. Slaget var det första av två ryska försök att bryta belägringen av Sevastopol.

## Terräng och ledare
Landskapet där slaget stod var kuperat, och bestod av två gräsbetäckta dalar omgivna av mestadels ganska låga kullar. Den brittiska styrkan var fördelad mellan de två dalarna. I den södra fanns det brittiska kavalleriets tunga brigad ("Royal Dragoon Guards samt Scots Greys) och den lätta brigaden i norr (4:e och 13:e Light Dragoons, 17:e Lancers samt 8:e och 11:e Hussars), ledda av generalmajor Earlen av Cardigan. De brittiska trupperna i området stod under befäl av fältmarskalk Earlen av Lucan. I norr fanns även en fransk trupp. De ryska trupperna var betydligt större än de allierades, men deras stridsmoral, ledarskap och vapenkvalitet sämre. Ansvarig för de ryska trupperna i Balaklava var general Pavel Liprandi.
Den brittiska armén leddes av generallöjtnant Lord Raglan och den franska av François Certain Canrobert. Furst Aleksandr Sergejevitj Mensjikov ledde den ryska armén.

## Slaget börjar
Slaget startade med att ryssarna framgångsrikt attackerade turkiska trupper i närheten av Balaklava, och därmed närmade sig de brittiska trupperna i Balaklavadalen. Hamnen i Balaklava, strax söder om dalen, var en viktig punkt för att försörja britterna med förnödenheter. Den ryska anfallet var ämnat att störa den brittiska hamnplatsen och attackera de brittiska utposterna nära Sevastopol bakifrån.
En första rysk front söder om de södra kullarna blev tillbakaslagen av britterna. En mycket stark ny rysk front av kavalleri dök sedan upp över krönet och delade sig till två mindre kolonner. En av kolonnerna gick sedan söderut mot staden Balaklava där alla brittiska förnödenheter fanns. Ryssarna blev dock tillbakaslagna av 93:e (Highland) Regiment, som hade delats till en ensam linje bestående av två led, ledda av Sir Colin Campbell. Striden blev känd i historien som ”den tunna röda linjen”.
Den andra ryska kolonnen krossades sedan av en attack av den brittiska tunga brigaden. Det annorlunda anfallet hade inte på något sätt förutspåtts av de ryska ledarna och de oförberedda ryska soldaterna tvingades sedan att fly till det ryska artilleriet som var strategiskt placerat längs kullarna ovanför dalen. Lord Raglan beordrade sedan det lätta kavalleriet att ”hindra fienden ifrån att bära iväg kanonerna”. Orden var uppenbart illa vald eftersom den lätta brigaden under lord Cardigan gick rätt in i en fälla. Den räddades från total utplåning tack vare den franska divisionen 4:e Chasseurs d’Afrique.

## Avslutning
Båda sidor retirerade till sina startpositioner och slaget slutade utan någon egentlig vinnare. Britterna förlorade ungefär 360 soldater av de 20 000 som deltog. De ryska förlusterna beräknas till flera hundra, av de ungefär 23 000 som deltog i striden.